# Corni di Canzo
I Corni di Canzo (Còrni, Curunghèj o Culunghèj in dialetto brianzolo) sono un gruppo montuoso sito nel Triangolo lariano.

## Descrizione

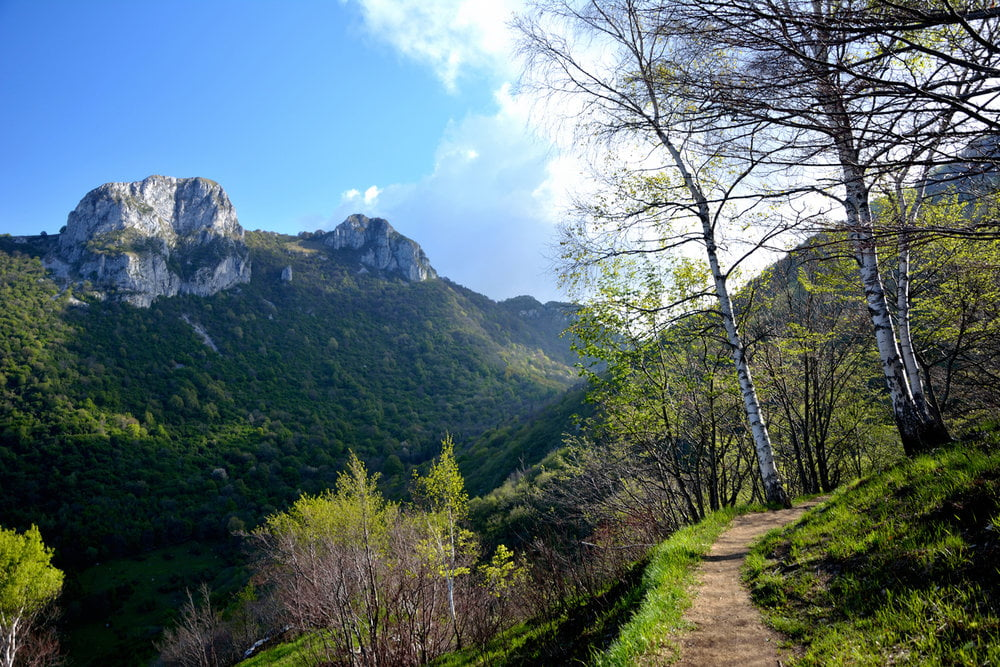
Vista dei Corni di Canzo.

I Corni di Canzo sono le cime più elevate della costiera che separa il corso del Lambro dal ramo orientale del Lago di Como. Si trovano nella parte sud-orientale del Triangolo Lariano, nell’insieme di montagne che, per ragioni morfologiche e storiche, viene anche chiamato "Isola senza Nome". L'iconico profilo, i tre corni sommitali, rendono facile riconoscere questa montagna anche a grande distanza dalla pianura. Si presentano con un versante settentrionale, prevalentemente a fiancate, in gran parte roccioso e con i restanti versanti, quello meridionale e quello occidentale, generalmente erbosi o coperti dal bosco.
Il territorio montuoso Corni di Canzo ha come confine settentrionale la Valle di Valbrona, ad oriente le sponde del Lario Orientale ed il Monte Moregallo. Il confine meridionale è segnato dall'abitato di Valmadrera, dove termina la Cresta Sud, e dalla Val Ravella che discende alla frazione di Gajum ed all'abitato di Canzo. Il confine occidentale è invece rappresentato dalla Cresta di Cranno che scende verso l'abitato di Asso e la Cascata della Vallategna.
Si tratta di tre cime rocciose, disposte da est a ovest che prendono il nome dal comune di Canzo, infatti quella centrale e quella occidentale delimitano la testata settentrionale della val Ravella ed al contempo costituiscono il confine fra il comune di Canzo e quello di Valbrona. Solo la terza cima, quella più bassa, è nel territorio del comune di Valmadrera. Il Corno Occidentale è alto 1.373 m s.l.m., il Corno Centrale 1.368 metri, mentre il Corno Orientale 1.232 m s.l.m. Questi tre corni sommitali si trovano lungo la dorsale principale che, dalla Cresta di Cranno, raggiunge al Monte Moregallo alla Bocchetta di Moregge. Oltre a questi tre corni principali possiamo rimarcare la presenza di altri due corni minori: il Corno Rat (o primo Corno di Valmadrera) sul versante Sud (924m), il Ceppo della Bella Donna, sul versante nord-est (1.140 m).
Le due vette più alte sono ben visibili in Brianza e nella Bergamasca occidentale, ed hanno l'aspetto di due grandi "corni", come si vede nella fotografia.
Inoltre, tutte e tre le cime sono visibili contemporaneamente dal lungolago di Menaggio fino all'alto Lago di Como; tuttavia, man mano che si prosegue verso nord, è necessario elevarsi di quota perché esse rimangano visibili.
Le loro origini sono alla base di una leggenda locale che narra di una guerra fra arcangeli e diavoli, di cui Canzio ne era un generale.

## Montagne limitrofe
I Corni di Canzo confinano ad est con il Monte Moregallo. Il principale punto di contatto è la Bocchetta delle Moregge che si pone come spartiacque tra la Valle del Fiume (o Valle delle Moregge) a nord e la Valle di Sant’Antonio a sud. Il confine con il Monte Rai, a sud, è segnato dalla Colma di Ravella, che si pone come spartiacque tra la Valle di Ravella, verso ovest, e la Val Gatton ad est. La Val Ravella, sempre a sud, segna il punto di confine tra i Corni di Canzo ed il Monte Cornizzolo. A nord è invece la piana di Valbrona a separare il versante settentrionale dei Corni dal Monte Megna.

## Escursioni

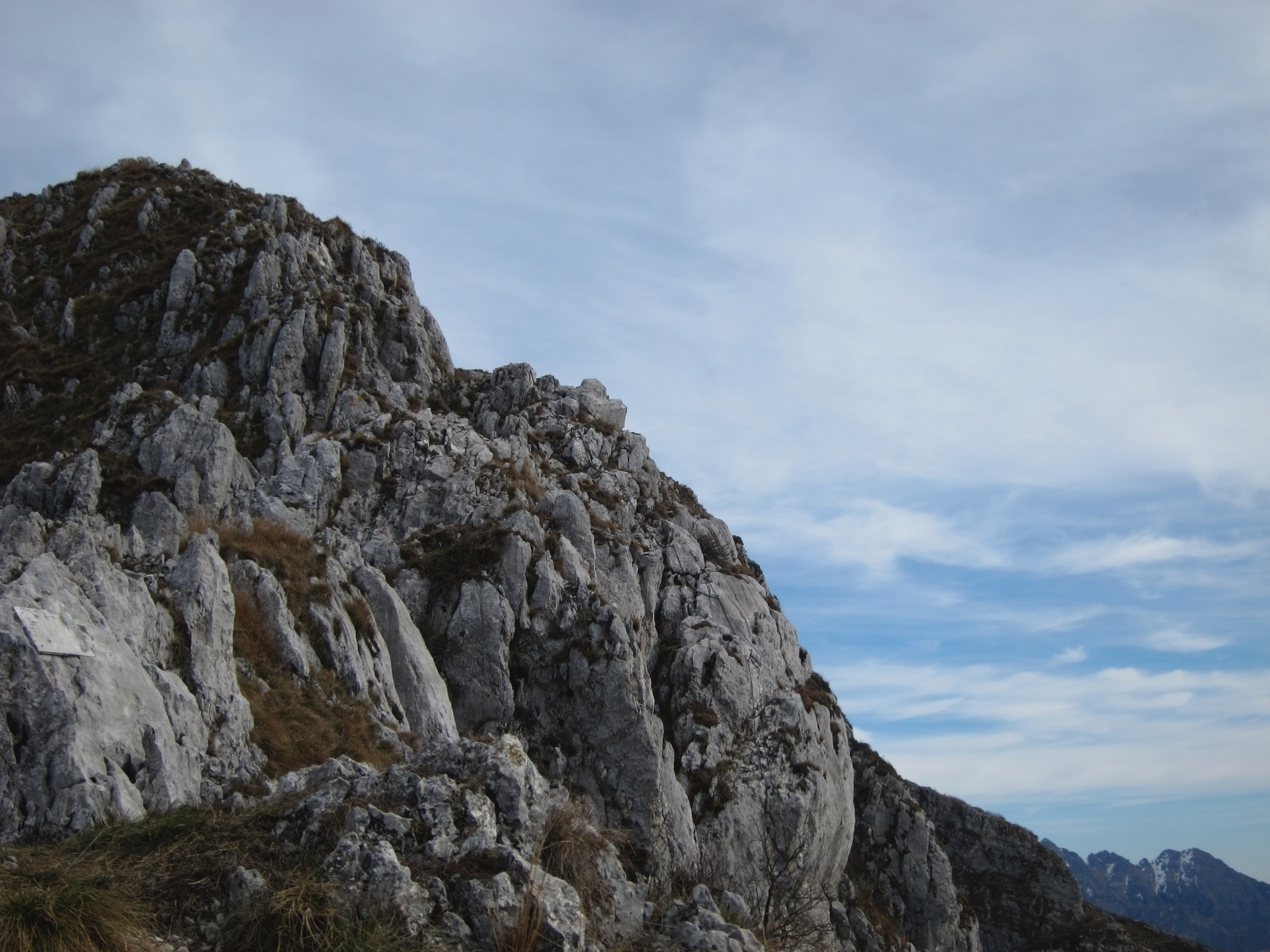
Cresta e antecima del Corno Occidentale

Il versante rivolto verso la Val Ravella, a monte dell'abitato di Canzo e della frazione di Gajum, offre numerosi itinerari escursionistici. Vi sono infatti percorsi tematici, come il "Sentiero geologico Giorgio Achermann" o lo "Spirito del Bosco" che sono adatti e di interesse anche per i neofiti. Se si decide invece di risalire verso Pianezzo, dove è situato il Rifugio SEV, gli itinerari si fanno più impegnativi per dislivello e sviluppo, restando però nella maggior parte dei casi di tipo E (Escursionistico). Anche sul versante Nord, risalendo da Valbrona, sono presenti numerosi itinerari di facile accesso, tra cui la strada di Oneda, che permette ai mezzi fuoristrada autorizzati di raggiunge Pianezzo ed il rifugio. Da Valmadrera i sentieri che conducono a Pianezzo sul versante Sud-Est sono tra i più impegnativi, con significativo sviluppo e dislivello. Alcuni di questi itinerari sono di tipo EE, quindi consigliabili solo ad escursionisti esperti. Infine la Cresta di Cranno offre è una lunga ed impegnativa salita dal comune di Asso.
Da Pianezzo ed il RIfugio SEV è possibile raggiungere la cima del Corno Orientale grazie ad un breve tracciato di tipo E. Raggiungere la cima degli altri corni, il Corno Centrale ed il Corno Occidentale, richiede invece competenze di tipo EE ed in alcuni casi di tipo A (Alpinistico), come per il caminetto del Corno Occidentale (II°). Sebbene molto frequentate, queste cime hanno una forte connotazione dolomitica (sia nella forma che nella tipologia della roccia) e pertanto impongono spesso passaggi obbligati ed esposti.
Sul Corno Occidentale è presente l'impegnativa ferrata del Ventennale Cai Canzo, mentre sul Corno Rat è presente l'altrettanto impegnativa ferrata del Ventennale OSA. Entrambe le ferrate sono state recentemente riattrezzate e modernizzate, va tuttavia rimarcato che sono itinerari che, per quanto relativamente brevi, sono fisicamente impegnativi e tecnici, con significativa esposizione e verticalità. Non sono indicate a chi non possegga adeguata esperienza in questo tipo di progressione.

## Rifugi
- Il rifugio SEV (Società Escursionisti Valmadreresi) è situato sul versante nord del corno centrale a 1.225 m s.l.m. Si raggiunge, da Valbrona, con una comoda stradina asfaltata che essendo di proprietà privata, è quasi sempre chiusa da una sbarra di ferro per impedire il passaggio di automobili.
- Il rifugio Terz'Alpe, di proprietà dell'Azienda Regionale delle Foreste ma adibito ad agriturismo, è situato in val Ravella, lungo il sentiero che proviene da Canzo e che porta ai Corni.

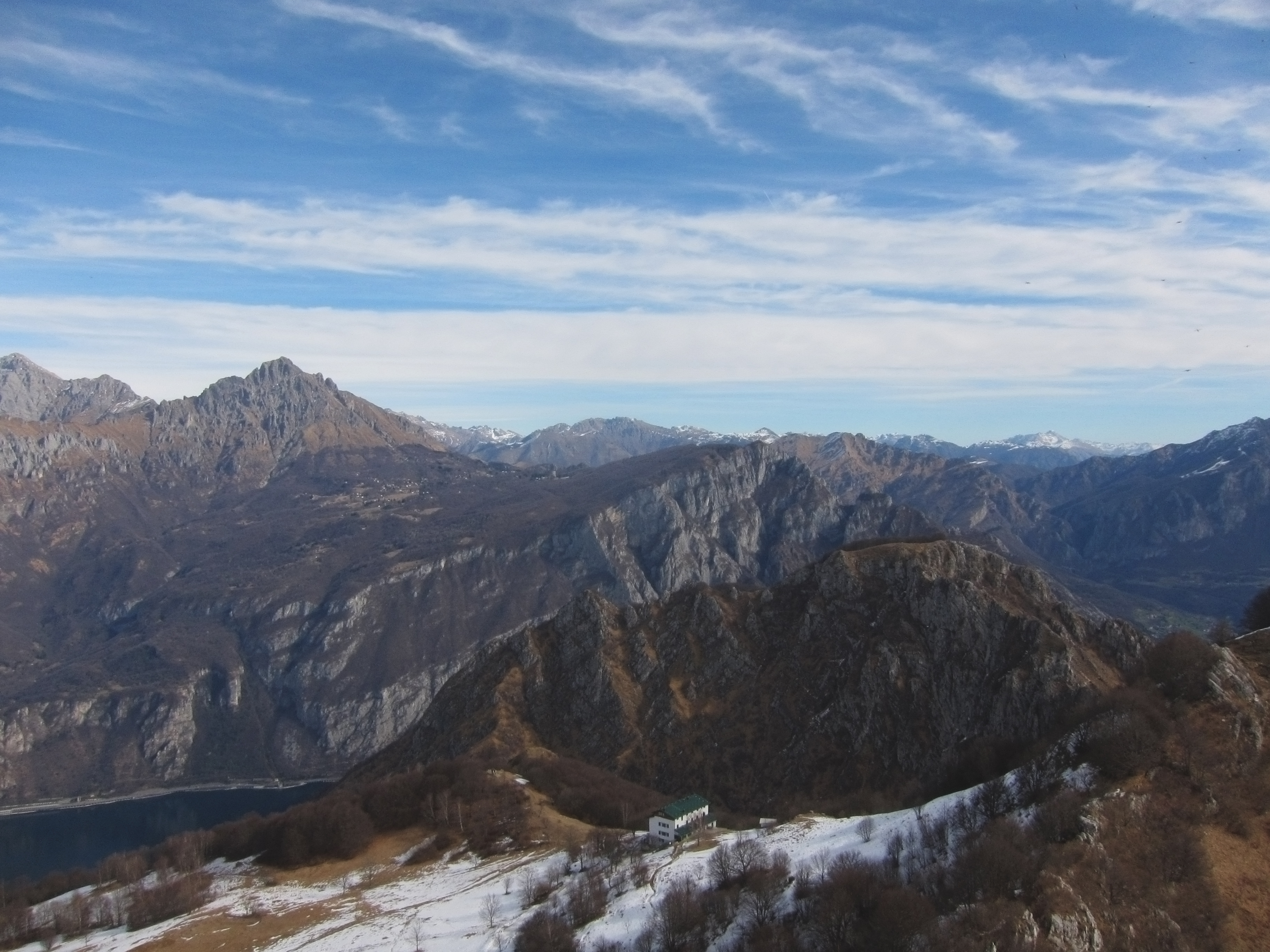
Veduta del rifugio SEV e del monte Moregallo, sullo sfondo la Grignetta.